# Església de Santa Agnès
L'església de Santa Agnès és un temple parroquial situat al carrer de Sant Elies, 23-25 del barri de Sant Gervasi-Galvany de Barcelona, catalogat com a bé d'interès documental (categoria D).

## Història
Arran de la Revolució de 1868, el monestir de Santa Maria de Jerusalem
fou assaltat i enderrocat, i les monges es refugiaren a Pedralbes, que abandonaren el 1879 per anar a una torre de Sant Gervasi de Cassoles, reformada l'any següent per l'arquitecte Francisco de Paula del Villar y Lozano. El 1884, el mateix arquitecte va projectar un nou monestir al carrer de Sant Elies, l'església del qual fou beneïda el 1887.

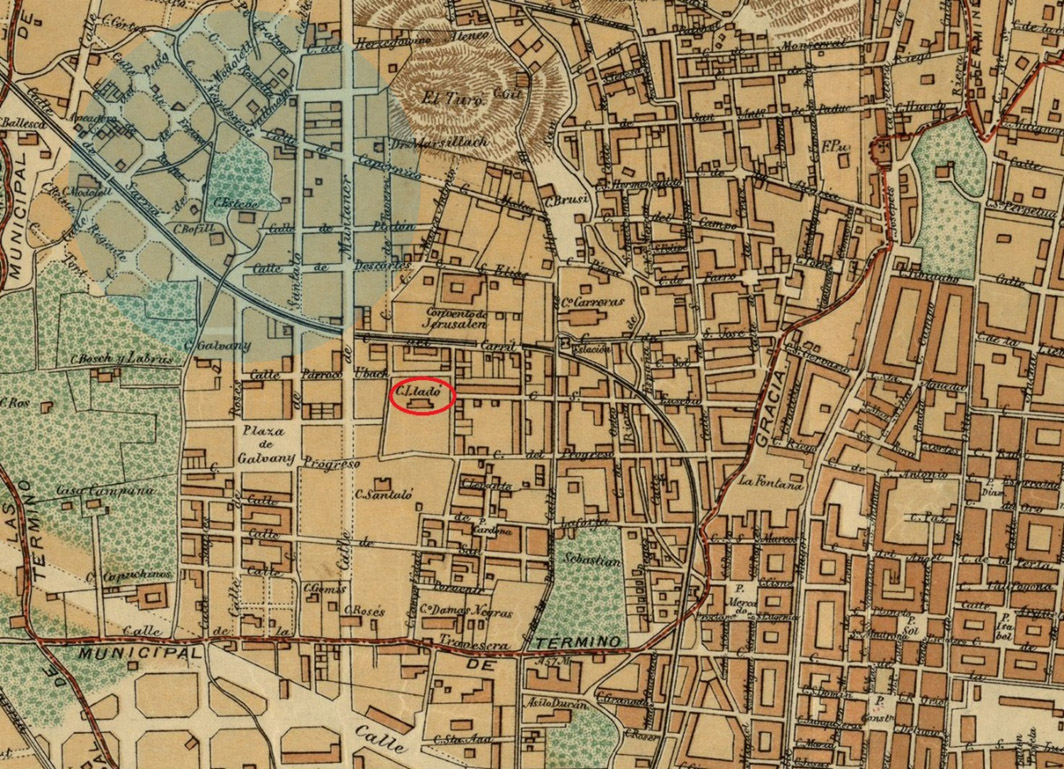
Plànol del 1890, on es pot llegir «Convento de Jerusalen»

El 1909, va ser incendiat durant la Setmana Tràgica i el 1936 per la Guerra Civil, quan van haver d'abandonar-lo un altre cop, i els soterranis van ser fets servir com a txeca per milicians de la FAI i comunistes.
L'església, ara convertida en parròquia, va ser reedificada entre 1953 i 1958, donant-li més capacitat (426 fidels) però mantenint la façana original, segons el projecte de l'arquitecte Leopold Gil i Nebot. El 1967 es va posar la primera pedra d'un nou monestir, que les monges ocupen des del 1970, i l'antic fou enderrocat per a donar pas a un edifici d'oficines.

## Descripció
La façana principal està feta amb paredat comú i emmarcaments d'obra vista, i correspon als corrents historicistes de finals del segle xix. L'interior (originalment amb tres naus) és de nau única i l'estructura és un joc de jàsseres que suporten el sostre i la volta de guix de l'altar. Les bigues original eren de ferro però van ser substituïdes per altres de formigó armat.
Les escultures del Sagrat Cor i de la Immaculada són obra d'Eudald Serra, i els mosaics de Ramon Carrera, que als altars laterals emprà tessel·les de vidre posades de cantó. Les vidrieres dels ulls de bou són de Josep Maria Nuet.